# Sandon (Essex)

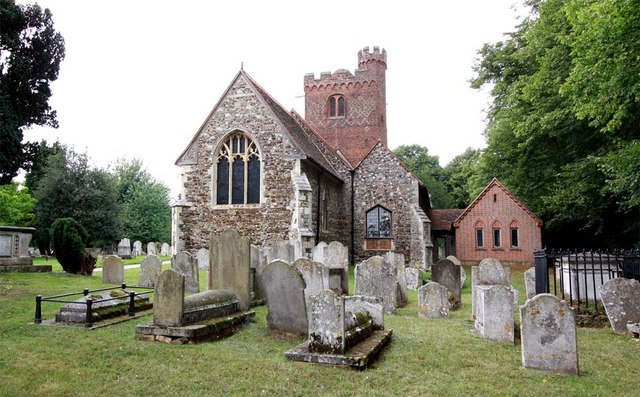
Sandon, Church of St Andrew, Hallenkirche mit gotischem Backsteinturm

Sandon ist ein Dorf und ein Civil Parish (politische Gemeinde) in der englischen Grafschaft Essex. Die Einwohnerzahl beträgt 1613 (Stand 2011). Sandon gehört zum Verwaltungsbezirk City of Chelmsford und liegt etwa 4 km südöstlich des Stadtzentrums von Chelmsford sowie knapp 15 km westlich von Maldon.

## Sehenswürdigkeiten
Die anglikanische Pfarrkirche des Ortes ist eine kleine zweischiffige Hallenkirche mit schmalem Nordseitenschiff aus dem 14. Jahrhundert. Turm und Eingangshalle wurden erst im frühen 16. Jahrhundert angefügt, Backsteinbauten in sehr später Gotik.